# Тиниця (Польща)
Тиниця (пол. Tynica) — село в Польщі, у гміні Тчув Зволенського повіту Мазовецького воєводства.
Населення — 283 особи (2011).
У 1975-1998 роках село належало до Радомського воєводства.

## Демографія
Демографічна структура станом на 31 березня 2011 року:
|          | Загалом | Допрацездатний вік | Працездатний вік | Постпрацездатний вік |
| -------- | ------- | ------------------ | ---------------- | -------------------- |
| Чоловіки | 154     | 44                 | 98               | 12                   |
| Жінки    | 129     | 27                 | 74               | 28                   |
| Разом    | 283     | 71                 | 172              | 40                   |